# Lichtenberg/Erzgeb.
Pour les articles homonymes, voir Lichtenberg.

Lichtenberg  est une commune de Saxe (Allemagne), située dans l'arrondissement de Saxe centrale, dans le district de Chemnitz, dans les Monts métallifères (Erzgebirge).